# O Príncipe Sapo
A Princesa e o Sapo (português europeu) ou O Príncipe Sapo (português brasileiro) é um conto de fadas, melhor conhecido pela versão dos Irmãos Grimm. É tradicionalmente a primeira história (KHM 1) em sua coletânea. 

## Origem
Apesar de a história ser mais conhecida nos dias de hoje graças à versão dos Irmãos Grimm, é provável que esta já exista desde os tempos do Império Romano: aparentemente o livro Satíricon de Petrónio contém uma referência à história. Nele, a personagem de Trimalquião diz: "qui fuit rana nunc est rex" ("O homem que era um sapo é agora rei"). Porém, alguns académicos defendem que esta é uma referência ao imperador Nero, que era frequentemente comparado a um sapo.
Os Irmãos Grimm incluíram esta história na sua edição de 1812 de  Kinder- und Hausmärchen, mas há uma versão moralista mais antiga do que a história de 1812. Esta versão encontra-se no Manuscrito Ölenberg, escrito pelos Irmãos Grimm em 1810. Jack Zipes realça que os Irmãos Grimm admiravam bastante este conto e consideravam-no um dos "mais antigos e mais belos das regiões onde se fala alemão".

## História
No conto, uma princesa mimada conhece um sapo (encontrando-o após deixar uma bola de ouro cair em um poço) que ela relutantemente tem de hospedar em seu castelo, onde ele se transforma magicamente em um belo príncipe.
Apesar de nas versões mais modernas a transformação se dê, invariavelmente, com a princesa a beijar o sapo, na versão original dos Grimm, o feitiço do sapo é quebrado quando a princesa o atira contra uma parede, enojada com ele.
Noutra das versões mais antigas, bastava que o sapo passasse a noite no travesseiro da princesa para que o feitiço fosse quebrado.
O príncipe sapo tem também um servo leal chamado Henrique que tem três faixas de ferro presas ao coração para evitar que este se parta com a tristeza da maldição do seu mestre. Porém, quando o príncipe volta à forma humana, a felicidade de Henrique leva a que as três faixas se partam e libertem o seu coração.
Existe uma versão russa deste conto, "Tsarevna Lyagushka", onde os géneros das personagens são trocados: o príncipe Ivan Tsarevich descobre uma rã que se transforma em Vasillisa, a Sábia, uma feiticeira.

## Outras mídias
- No seriado Ever After High, o príncipe sapo tem um filho chamado Hopper Croakington II, que se transforma em sapo quando fica nervoso.
- No seriado Regal Academy, a neta do príncipe sapo Joy LeFrog também se tranforma em sapo quando está com nervosismo.
- No desenho animado espanhol Sandra, a Detetive Encantada, Sandra e Fo ajudam o príncipe em dois episódios: Sapos e O Príncipe da Lagoa.

## Curiosidades
O título original em alemão era "Der Froschkonig oder der eiserne Heinrich" ("O Rei-Rã ou o Henrique de Ferro"), mas em português o personagem se popularizou como sapo e não rã.